# Christian Storz (Politiker, 1832)

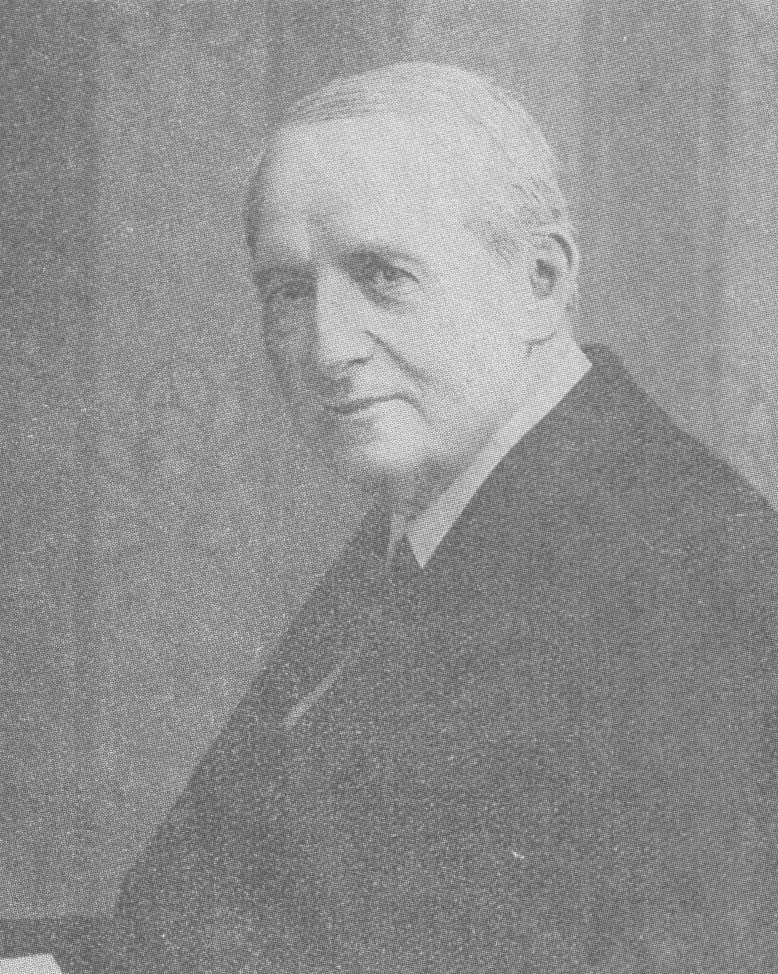
Christian Storz

Christian Storz (* 9. Mai 1832 in Tuttlingen; † 20. September 1907 ebenda) war ein württembergischer Politiker. Er war von 1868 bis 1876 Mitglied des Landtags von Württemberg sowie von 1877 bis 1903 Stadtschultheiß der Stadt Tuttlingen.
Storz wurde in eine alteingesessene Tuttlinger Familie hineingeboren. Sein Großvater war bereits Tuttlinger Stadtschultheiß. Sein Vater Johannes war Gastwirt. Christian Storz erlernte das Bierbrauer- und Bäckerhandwerk und übernahm schließlich die elterliche Gastwirtschaft. 1868 wurde er Mitglied des Landtags von Württemberg und 1877 Stadtschultheiß seiner Heimatstadt Tuttlingen. In Tuttlingen war er später auch Ehrenbürger.
Sein Sohn war der Reichstags- und Landtagsabgeordnete Christian Storz. Sein Bruder Johannes Storz war von 1889 bis 1900 ebenfalls Landtagsabgeordneter.